# Северная улица (Салават)
Северная улица (башк. Төньяҡ урамы) — улица в городе Салавате. Расположена в северной промышленной части города. 

## История
Застройка улицы началась в 1949 году. Улица застроена частными 1-2 этажными домами.

## Трасса
Северная улица начинается от Первомайской улицы и заканчивается на улице Монтажников.

## Учреждения
д. 26 Паспортная служба города Салават. Отдел УФМС России по РБ в городе Салават 453200,г. Салават г., ул. Северная, 26.

## Транспорт
По Северной улице общественный транспорт не ходит.